# Nelson Évora
Nelson Évora GCIH • GCM (Abidjan, 20 de abril de 1984) é um atleta português de origem cabo-verdiana. É especialista em triplo salto, embora também pratique salto em comprimento.
É um atleta de alto nível internacional que, atualmente, representa o FC Barcelona e que já representou Portugal em várias provas internacionais tendo sido campeão do mundo do triplo salto em 2007 e medalha de ouro nos Jogos Olímpicos de Verão de 2008, em Pequim. Em 2007, recebeu a Medalha Olímpica Nobre Guedes.
A 18 de janeiro de 2012, lesionou-se com gravidade durante um evento no Centro de Alto Rendimento do Jamor, em Oeiras (Portugal). O atleta voltou a lesionar-se e em janeiro de 2014 foi anunciada uma artroscopia ao joelho.
Depois de ter lançado o seu site oficial em 2008, relançou-o com nova cara em 2012.
A 27 de maio de 2015, foi agraciado com a Grã-Cruz da Ordem do Infante D. Henrique.
Nos Jogos Olímpicos de Verão de 2016, ficou em sexto lugar, com a marca de 17,03 metros.
No verão de 2016, estreia na SIC o documentário “Nelson Évora Como Nunca Antes Visto”, assinado por João Pedro Plácido. Os treinos, as competições, a família e o percurso de Évora até aos Jogos Olímpicos do Rio de Janeiro são alguns dos aspectos abordados neste filme, produzido pela Imagina Produções, produtora do realizador luso-francês Rúben Alves (autor do êxito de bilheteira "A Gaiola Dourada").
Em março de 2017, ganhou a Medalha de Ouro em triplo salto no European Athletics Indoor Championship, em Belgrado, com a marca de 17,20m.
Em agosto de 2017, conquista a Medalha de Bronze no Campeonato Mundial de Atletismo em Londres, com a marca de 17,19m, tornando-se no segundo saltador de triplo-salto mais medalhado em Campeonatos Mundiais de Atletismo.
Em março de 2018, nos Mundiais de Atletismo em Birmingham, conquista a medalha de bronze. O português fez 17,40 no último salto, ficando a apenas três centímetros do novo campeão mundial de pista coberta do triplo salto, Will Claye (que fez 17,43 metros), e a um da prata... "Mais um fantástico desempenho para o atleta português, que aos 33 anos, está numa fase soberba", sublinha o Record.
Em agosto de 2018, nos Europeus de Atletismo em Berlim, com a marca de 17,10m, alcança pela primeira vez na sua carreira a medalha de ouro nesta competição. Em consequência, foi agraciado com a Grã-Cruz da Ordem do Mérito a 30 de agosto de 2018.

## Principais marcos na carreira
- 2001
  - na primeira vez que competiu por Portugal venceu a prova de salto em comprimento do FOJE (Festival Olímpico da Juventude Europeia) que teve lugar em Múrcia, Espanha.
- 2003
  - venceu o salto em comprimento e o triplo-salto do Campeonato da Europa de Juniores que decorreu em Tampere na Finlândia.
- 2004
  - conquistou a medalha de bronze no triplo-salto no Campeonato da Europa Sub-23 que teve lugar em Erfurt na Alemanha.
  - Participou em Atenas nos Jogos Olímpicos de Verão de 2004 no triplo salto, tendo falhado a qualificação para a final.
- 2005

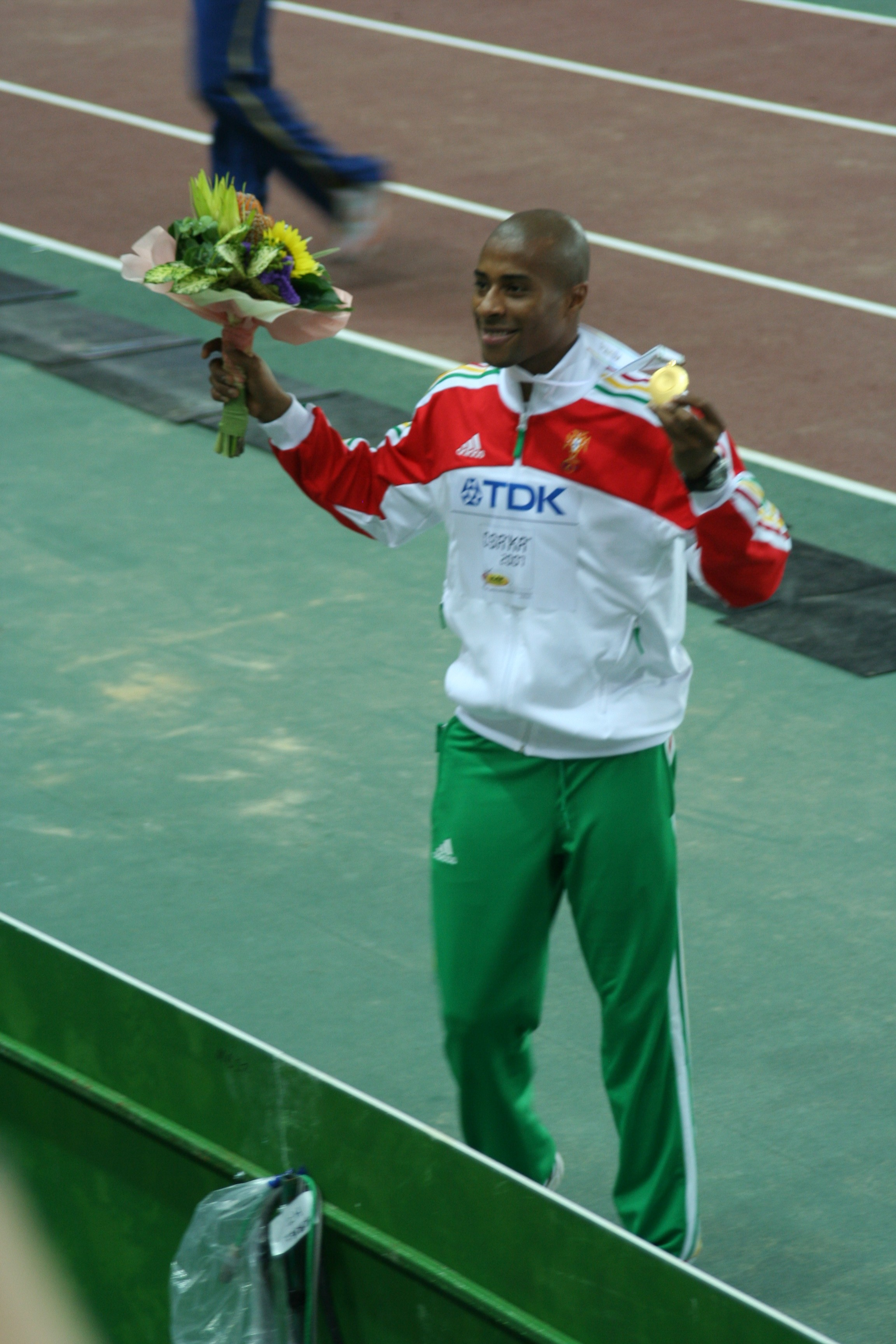
Nelson Évora após receber a medalha de ouro em Osaka 2007.

  - participou no Campeonato do Mundo de Atletismo ao Ar Livre em Helsínquia falhando a qualificação para a final por poucos centímetros ao ser 14.º nas eliminatórias quando apenas os 12 primeiros garantiam um lugar na final.
  - conquistou o 3º lugar  no Europeu de Sub-23
- 2006
  - participou no Campeonato do Mundo em Pista Coberta em Moscovo onde alcançou um lugar na final do triplo-salto onde acabaria no sexto lugar.
  - no Campeonato Europeu de Atletismo ao Ar Livre em Gotemburgo acabou em quarto lugar no triplo-salto tendo-se lesionado logo depois do primeiro salto, não podendo lutar pelas medalhas com a marca de 17,07 metros e em sexto no salto em comprimento com a marca de 7,91 metros.
  - participou na Taça da Europa e conquistou o 1º lugar em Triplo salto e Salto em comprimento

- 2007
  - participou no Campeonato Europeu de Atletismo em Pista Coberta em Birmingham no triplo salto no qual obteve o 5.º lugar depois de se ter lesionado no primeiro salto e que não possibilitou que efectuasse os restantes nas melhores condições físicas.
  - participou nos Mundiais de Osaka nos quais se sagrou campeão do Mundo de triplo salto com uma marca de 17,74m (segunda melhor marca mundial do ano) e também recorde nacional.[6]
  - participou na Taça da Europa e conquistou o 1º lugar em Triplo salto e Salto em comprimento
- 2008
  - Jogos Olímpicos de Pequim, Nelson Évora torna-se o 4.º atleta português a levar uma medalha de ouro para Portugal, desta vez no Triplo-Salto, sendo assim Campeão Olímpico (com a marca de 17,67 m), e tornando-se a segunda medalha portuguesa nos Jogos Olímpicos de Pequim.[7]
  - participou no Mundial de Pista Coberta (Valência) e conquistou o 3º lugar em Triplo Salto (com a marca de 17.27)
  - Campeão Nacional de Pista Coberta : 16.89 (Triplo)
- 2009
  - Ganhou, em 24 de Maio, a prova de triplo-salto do Grande Prémio de atletismo de Belém, no Brasil, com uma marca de 17,66 metros que o coloca na frente do ranking mundial deste ano.
  - Ganhou, em 9 de Julho, durante a Universíada de Verão de 2009 em Belgrado, Sérvia a medalha de ouro no triplo salto com a marca de 17,22 metros.[8]
  - Ganhou, em 18 de Agosto, durante o Mundial de Atletismo em Berlim, a medalha de prata do salto triplo, com a marca de 17,55 m.
  - participou nos Jogos da Lusofonia e conquistou o 1º lugar no Triplo Salto (com a marca de 17.15)
- 2011
  - participou no Campeonato Mundial Universitários (Shenzen) e conquistou o 1º lugar
- 2014
  - participou no Campeonato da Europa de Atletismo (Zurique) e conquistou o 6º lugar
- 2015
  - Ganhou a medalha de ouro no Campeonato Europeu de Atletismo em Pista Coberta de 2015 em Praga na prova de triplo-salto com a marca de 17,21m.[9]
  - Ganhou a medalha de bronze no Campeonato Mundial de Atletismo de 2015 em Pequim na prova de triplo-salto com a marca de 17,52m, sua melhor marca em seis anos.[10]
- 2016
  - participou nos Jogos Olímpicos do Rio de Janeiro e conquistou o 6º lugar
- 2017
  - Medalha de ouro no Triplo Salto nos Europeus de pista coberta, em Belgrado com 17,20 metros.
  - Medalha de bronze no Campeonato Mundial de Atletismo de 2017 em Londres na prova de triplo-salto com a marca de 17,19m, tornando-se no segundo saltador de triplo-salto mais medalhado em Campeonatos Mundiais de Atletismo.
- 2018
  - Medalha de bronze em triplo salto nos Mundiais de Atletismo de pista coberta, em Birmingham, Inglaterra com 17,40 metros.
  - participou no Meeting Diamond League, em Doha, Quatar e conquistou o 4º lugar
  - Medalha de ouro no triplo salto - Campeonato Europeu de Atletismo, em Berlim com 17,10 metros
- 2019
  - Medalha de prata no triplo salto nos Europeus de pista coberta de Glasgow, com 17,11 metros.

## Recordes
▶O seu recorde ao ar livre é de 17,74 m e aconteceu quando venceu o Campeonato do Mundo de Osaka no dia 21 de agosto de 2007. Com este recorde ocupa em 2018 o 24.º posto do Ranking Mundial de todos os tempos do Triplo Salto.
Em 2009 durante os Campeonatos de Portugal saltou 17,82 m mas a marca não pôde ser considerada uma vez que o vento soprava ligeiramente anti-regulamentar (+2,5 m/s).
▶O seu recorde em pista coberta é de 17,40 m e foi realizado em Birmingham a 3 de março de 2018. O record nacional português é de Pedro Pablo Pichardo que saltou 17,46 m (tinha feito 17,42 no primeiro salto) nos Mundiais de Belgrado em março de 2022.
Com 17 anos e ainda com nacionalidade Cabo-Verdiana saltou 16,15m no dia 10 de junho de 2001 em Braga o que constitui ainda hoje o recorde continental de África de Triplo Salto do escalão de Juvenis.
▶Tem como recorde pessoal no salto em comprimento 8,10 m realizado no dia 23 de junho de 2007 em Milão.
Aos 18 anos naturalizou-se Português e pôde então começar por bater uma série de recordes desde o escalão Junior até aos recordes absolutos.
É ainda hoje o recordista nacional de Sub-23 e Juniores de Triplo Salto tanto de Ar Livre como de Pista Coberta.
No Salto em Comprimento é também recordista nacional de Sub-23 em Pista Coberta e recordista nacional de Juniores em Pista ao Ar Livre.

## Filmografia

### Televisão
| Ano  | Título                                      | Personagem  | Nota                   | Canal |
| ---- | ------------------------------------------- | ----------- | ---------------------- | ----- |
| 2020 | A Máscara                                   | Camaleão    | Convidado (Ep.7)       | SIC   |
| 2024 | Dança com as Estrelas 6                     | Ele próprio | Concorrente (Vencedor) | TVI   |
| 2025 | MasterChef Portugal - Especial Celebridades | Ele próprio | Concorrente            | RTP1  |
| 2025 | Congela                                     | Ele próprio | Concorrente            | TVI   |